# Epic Systems
Epic Systems Corporation (ook wel afgekort als Epic) is een softwarebedrijf uit de Verenigde Staten, dat zich primair richt op de gezondheidszorg. Het bedrijf beweert dat 64% van alle medische dossiers in de VS zijn opgeslagen in een Epic elektronisch patiëntendossier (EPD). Dit zou overeenkomen met 2,5% van de wereldbevolking.

## Geschiedenis

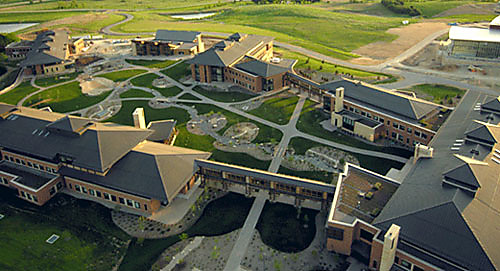
Epic Systems Campus in oktober 2010

Epic is in 1979 opgericht door Judith R. Faulkner met een startkapitaal van $70.000. Oorspronkelijk was het bedrijf gevestigd in Madison, Wisconsin, totdat het hoofdkantoor verhuisde naar een grote campus in de wijk van Verona, Wisconsin in 2005.
Het bedrijf heeft ook kantoren in 's-Hertogenbosch, Dubai, Helsinki, Melbourne, Singapore en Søborg.

## Bezwaren

### Het delen van gegevens
Care Everywhere is het systeem van Epic om medische gegevens uit te wisselen. In een artikel in The New York Times uit 2014 worden twee artsen geïnterviewd die zeggen dat Epic hen niet in staat stelt om medische gegevens uit te wisselen met ziekenhuizen die een ander EPD gebruiken.
In september 2017 kondigde Epic Share Everywhere aan. Met dit systeem kunnen patiënten, artsen van andere ziekenhuizen machtigen om hun dossier mogen inzien.

### Ervaringen in het Verenigd Koninkrijk
Bij het Cambridge University Hospitals NHS Foundation Trust is een 200 miljoen Britse pond kostend systeem geïmplementeerd. Dit was in oktober 2014, en dit was de eerste installatie van een Epic EPD in het Verenigd Koninkrijk.
Nadat er 2,1 miljoen records waren geïmporteerd vertoonde het systeem ernstige problemen en werd het instabiel. Vijf uur lang werden ambulances omgeleid naar andere ziekenhuizen. Chief information officer van het ziekenhuis Afzal Chaudhry vertelde dat "meer dan 90% van de implementatie succesvol verliep".

### Ervaringen in Denemarken
De Deense autoriteiten voor volksgezondheid besteedden 2,8 miljard Deense kronen aan de invoering van een nieuw EPD. Een audit van de invoering werd gepubliceerd in juni 2018.